# Andrzej Grabski
Andrzej Grabski (ur. 21 maja 1923 w Zduńskiej Woli) – polski działacz partyjny i państwowy, były I sekretarz Komitetu Miejskiego PZPR w Szczecinie, w latach 1973–1982 wicewojewoda szczeciński.

## Życiorys
Syn Leona i Zofii. Kształcił się w Wyższej Szkole Nauk Społecznych przy KC PZPR (1962–1964). W 1947 wstąpił do Polskiej Partii Robotniczej, rok później przeszedł do Polskiej Zjednoczonej Partii Robotniczej. Działał jako instruktor w szczecińskim Komitecie Miejskim (najpierw PPR, potem PZPR), zaś od 1950 był wiceszefem Wydziału Organizacyjnego Komitetu Wojewódzkiego PZPR w Szczecinie. Później od 1955 do 1957 zajmował stanowisko sekretarza Komitetu Miejskiego w Szczecinie, zaś w latach 1958–1962 był w nim pierwszym sekretarzem (i jednocześnie członkiem egzekutywy KW PZPR). Od 1971 do 1972 pozostawał sekretarzem ds. organizacyjnych Komitetu Wojewódzkiego PZPR, zaś w 1972 został wiceprzewodniczącym Wojewódzkiej Rady Narodowej.. Od 1973 do 1982 pełnił funkcję wicewojewody szczecińskiego (zarówno „dużego”, jak i „małego” województwa). Był też m.in. szefem komitetu organizacyjnego VII Festiwalu Filmów Morskich w 1976.